# Тропический циклон

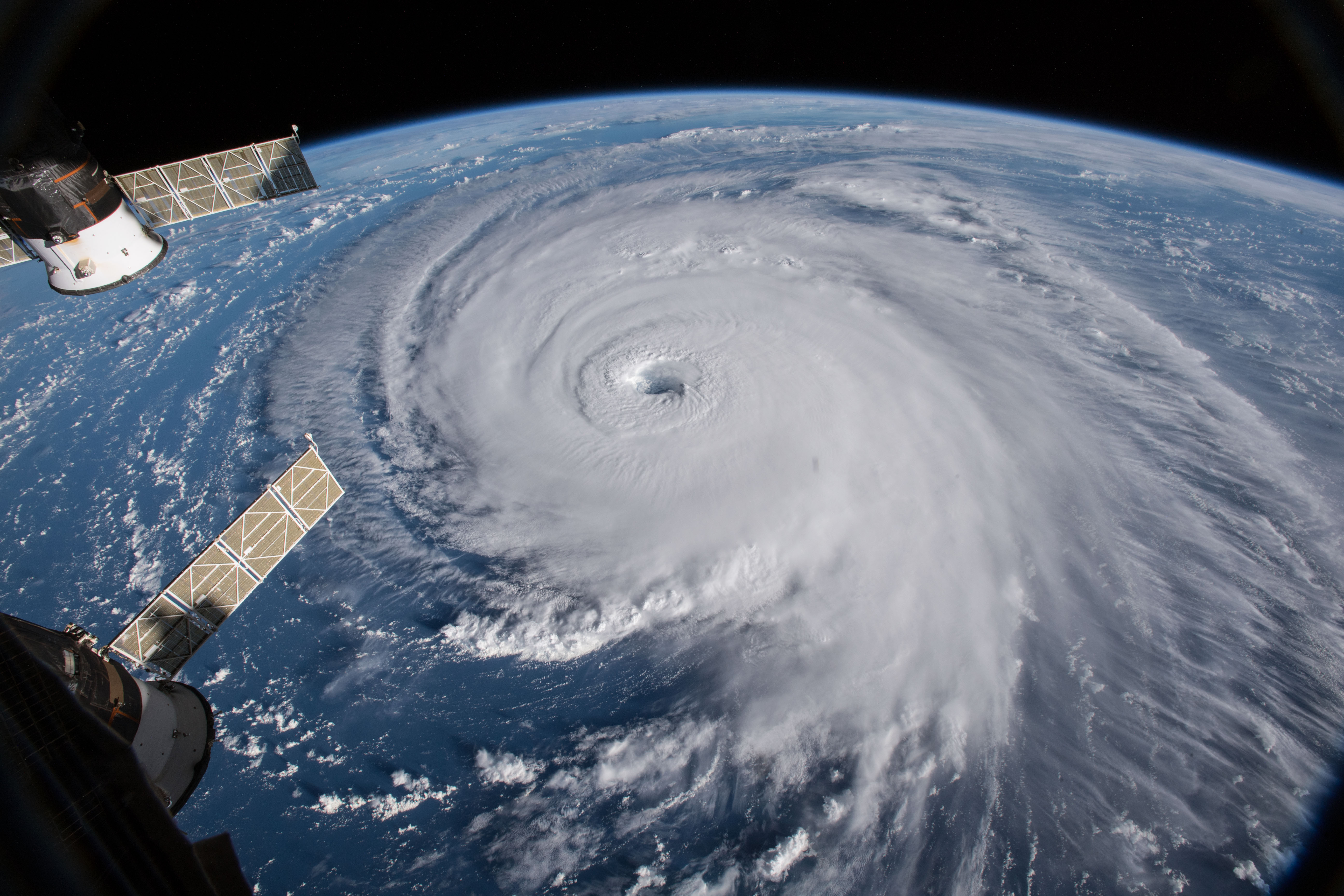
Фото Урагана Флоренс, сделано в 2018 году с Международной космической станции. На снимке ясно видно строение тропических циклонов: глаз, стена глаза, окружающие дождевые полосы.

Тропи́ческий цикло́н — тип циклона, или погодной системы низкого давления, которая возникает над тёплой морской поверхностью и сопровождается мощными грозами, выпадением ливневых осадков и ветрами штормовой силы. Тропические циклоны получают энергию от поднятия влажного воздуха вверх, конденсации водяных паров в виде дождей и опускания более сухого воздуха, что получается в этом процессе, вниз. Этот механизм принципиально отличается от механизма внетропических и полярных циклонов, в отличие от которых тропические циклоны классифицируются как «циклоны с тёплым ядром».
Термин «тропический» означает как географический район, где в подавляющем большинстве случаев возникают подобные циклоны, то есть тропические широты, так и формирование этих циклонов в тропических воздушных массах.
На Дальнем Востоке и в Юго-Восточной Азии тропические циклоны называются тайфунами, а в Северной и Южной Америке — ураганами (исп. huracán, англ. hurricane), по имени майянского бога ветра Хуракана. Принято считать, согласно шкале Бофорта, что шторм переходит в ураган при скорости ветра более 117 км/ч (или 32,5 м/c).
Тропические циклоны способны вызвать не только чрезвычайной силы ливни, но и большие волны на поверхности моря, штормовые приливы и смерчи. Тропические циклоны могут возникать и поддерживать свою силу только над поверхностью крупных водоёмов, тогда как над сушей они быстро теряют силу. Именно поэтому прибрежные районы и острова в наибольшей степени страдают от вызванных ими разрушений, тогда как районы в глубине материков находятся в относительной безопасности. Однако вызванные тропическими циклонами ливневые дожди могут вызвать наводнения значительных масштабов несколько дальше от побережья, на расстоянии до 40 км. Хотя эффект тропических циклонов на человека часто бывает очень негативным, значительные количества воды могут прекращать засухи. Тропические циклоны переносят большое количество энергии от тропических широт в направлении умеренных, что делает их важной составляющей глобальных процессов циркуляции атмосферы. Благодаря им разница в температуре на различных участках поверхности Земли уменьшается, что позволяет существование более умеренного климата на всей поверхности планеты.
Много тропических циклонов образуются при благоприятных условиях из слабых атмосферных волнений, на возникновение которых влияют такие эффекты, как осцилляция Маддена-Джулиана, Эль-Ниньо и североатлантическая осцилляция. Другие циклоны, в частности субтропические, способны обретать характеристики тропических циклонов по мере развития. После образования тропические циклоны движутся под действием преобладающих ветров; если условия остаются благоприятными, циклон набирает силу и образует характерную вихревую структуру с глазом в центре. Если же условия неблагоприятны или если циклон смещается на сушу, он довольно быстро рассеивается.

## Структура

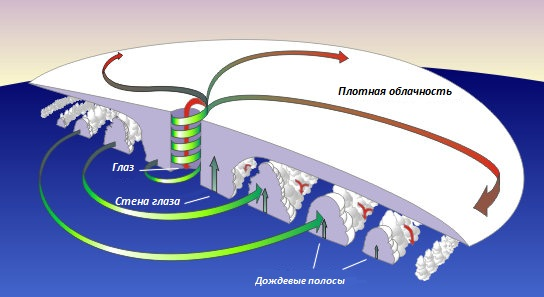
Структура тропического циклона

Тропические циклоны — относительно компактные штормы довольно правильной формы, обычно около 320 км в диаметре, с ветрами, дующими по спирали, сходящимися вокруг центральной области очень низкого атмосферного давления. За счёт силы Кориолиса ветры отклоняются от направления барического градиента и закручиваются против часовой стрелки в Северном полушарии и по часовой стрелке в Южном.
По структуре тропический циклон может быть поделён на три концентрические части. Внешняя часть имеет радиальную ширину (разность между внешним и внутренним радиусами) 30—50 км. В этой зоне скорость ветров равномерно увеличивается по мере приближения к центру циклона. Средняя часть, которая имеет название стены глаза, характеризуется большими скоростями ветра. Центральная часть диаметром 30—60 км имеет название глаза, — здесь скорость ветра уменьшается, движение воздуха имеет преимущественно нисходящий характер, а небо часто остаётся ясным.

### Глаз

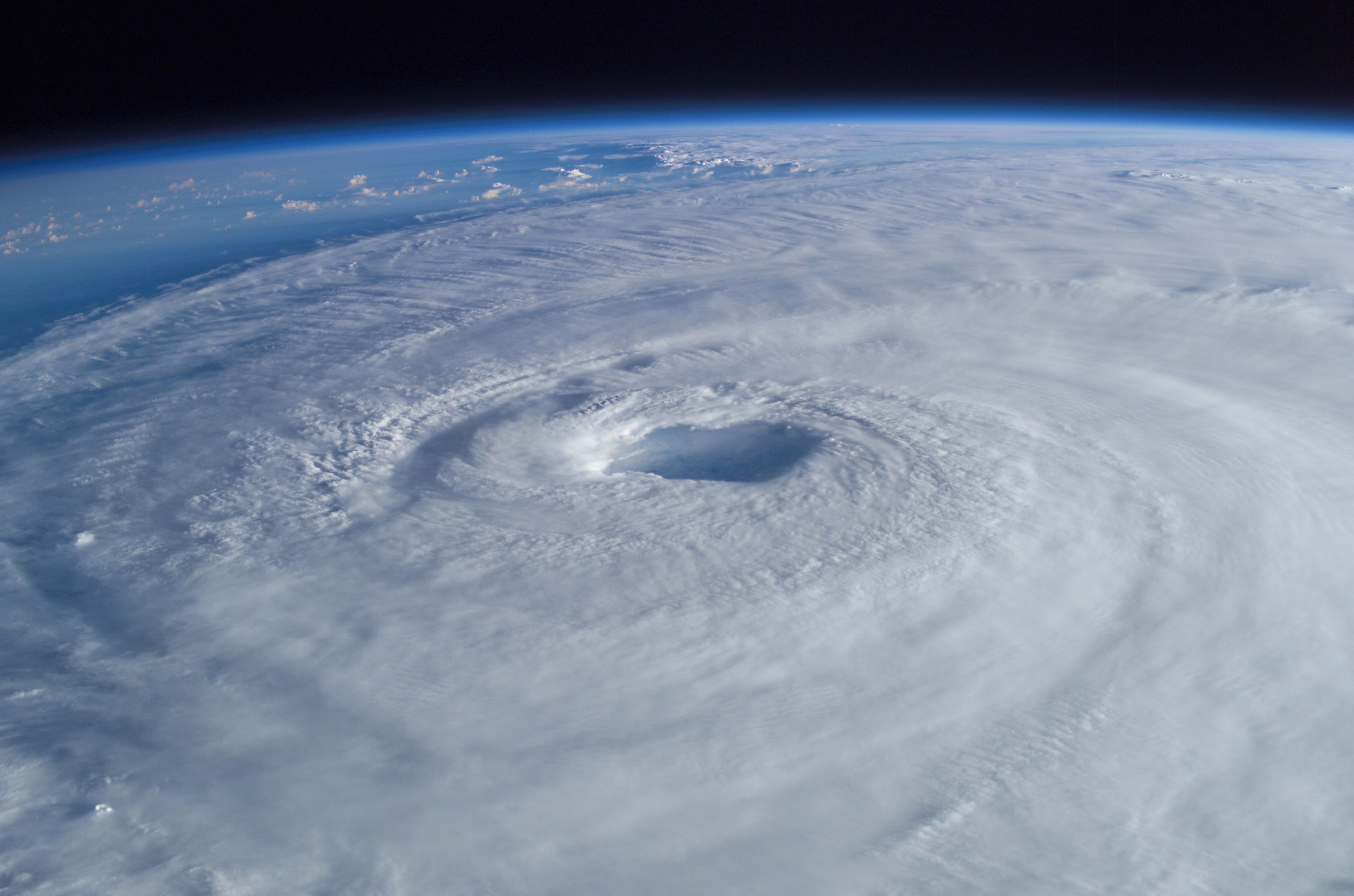
Ураган Изабель 2003 года, фотография с МКС — можно чётко увидеть характерные для тропических циклонов глаз, стену глаза и окружающие дождевые полосы.

Центральная часть циклона, в которой воздух опускается вниз, имеет название глаза. Если циклон достаточно сильный, глаз большой и характеризуется спокойной погодой и ясным небом, хотя волны на море могут быть исключительно большими. Глаз тропического циклона обычно правильной круглой формы, а его размер может быть от 3 до 370 км в диаметре, однако чаще всего диаметр составляет примерно 30—60 км. Глаз у крупных зрелых тропических циклонов иногда заметно расширяется к верху. Это явление получило название «эффекта стадиона», — если наблюдать изнутри глаза, его стена напоминает по форме трибуны стадиона.
Глаз тропических циклонов характеризуется очень низким атмосферным давлением. Именно здесь было зарегистрировано рекордно низкое атмосферное давление на уровне земной поверхности (870 гПа (870 миллибар или 652 мм ртутного столба) в тайфуне Тип). Кроме того, в отличие от циклонов других типов, воздух глаза тропических циклонов очень тёплый, всегда теплее, чем на той же высоте за пределами циклона.
Глаз слабого тропического циклона может быть частично или полностью покрыт тучами, которые имеют название центрального плотного облачного покрова. Эта зона, в отличие от глаза сильных циклонов, характеризуется значительной грозовой активностью.

### Стена глаза
Стеной глаза называют кольцо плотных грозовых кучевых облаков, окружающих глаз. Здесь облака достигают наибольшей высоты в пределах циклона (до 15 км над уровнем моря), а осадки и ветры у поверхности сильнейшие. Однако максимальная скорость ветров достигается на небольшой высоте над поверхностью воды/суши (обычно около 300 м). Именно прохождение стены глаза над определённым районом вызывает наибольшие разрушения.
Самые сильные циклоны (обычно категории 3 или выше) характеризуются несколькими циклами замены стены глаза в течение своей жизни. При этом старая стена глаза сужается до 10—25 км, и ей на замену приходит новая, большего диаметра, постепенно заменяя собой старую. Во время каждого цикла замены стены глаза циклон слабеет (то есть ветры в пределах стены глаза слабеют, а температура глаза падает), но с образованием новой стены глаза он быстро набирает силу до прежних значений.

### Внешняя зона
Внешняя часть тропического циклона организована в дождевые полосы — полосы плотных грозовых кучевых туч, которые медленно движутся к центру циклона и сливаются со стеной глаза. При этом в дождевых полосах, как и в стене глаза, воздух поднимается вверх, а в пространстве между ними, свободном от низких облаков, воздух опускается. Однако сформированные на периферии циркуляционные ячейки менее глубокие, чем центральная, и достигают меньшей высоты.
| Размеры тропических циклонов                                        | Размеры тропических циклонов |
| ROCI                                                                | Тип                          |
| ------------------------------------------------------------------- | ---------------------------- |
| До 2 градусов широты                                                | Очень малый / карликовый     |
| 2-3 градусов широты                                                 | Малый                        |
| 3-6 градусов широты                                                 | Средний                      |
| 6-8 градусов широты                                                 | Большой                      |
| Более 8 градусов широты                                             | Очень большой                |
| Сравнительные размеры тайфуна Тип, циклона Трейси с территорией США |                              |

Когда циклон достигает суши, вместо дождевых полос в пределах стены глаза в большей степени концентрируются потоки воздуха, из-за увеличения трения о поверхность. При этом значительно увеличивается количество осадков, порой достигая 250 мм в сутки.
Тропические циклоны также образуют облачный покров на очень больших высотах (близко к тропопаузе) за счёт центробежного движения воздуха на этой высоте. Этот покров состоит из высоких перистых облаков, которые движутся от центра циклона и постепенно испаряются и исчезают. Эти облака могут быть достаточно тонкими, чтобы через них можно было видеть солнце и могут быть одним из первых признаков приближения тропического циклона.

### Размеры
Одним из наиболее распространённых определений размера циклона, которое применяется в различных базах данных, является расстояние от центра циркуляции до самой отдалённой внешней замкнутой изобары, это расстояние имеет название радиуса внешней замкнутой изобары (англ. radius of outermost closed isobar, ROCI). Если радиус меньше двух градусов широты (222 км) — циклон классифицируется как «очень маленький» или «карликовый». Радиус от 3 до 6 градусов широты (333—667 км) характеризует циклон «средних размеров». «Очень большие» тропические циклоны имеют радиус свыше 8 градусов широты (или 888 км). Согласно такой системе мер, на северо-западе Тихого океана возникают крупнейшие на Земле тропические циклоны, примерно вдвое больше тропических циклонов Атлантического океана.
Кроме того, границу тропических циклонов можно проводить по радиусу, на котором существуют ветры силы тропического шторма (примерно 17,2 м/с), или по радиусу, на котором угловая скорость ветра составляет 1×10−5 с−1.

## Механизм

Направления конвекционных потоков в тропическом циклоне

Главным источником энергии тропического циклона служит энергия испарения, которая освобождается при конденсации водяных паров. В свою очередь, испарение океанской воды протекает под действием солнечной радиации. Таким образом, тропический циклон можно представить как большую тепловую машину, для работы которой необходимы также вращение и притяжение Земли. В метеорологии тропический циклон описывается как тип конвекционной системы на мезошкале, развивающийся при наличии мощного источника тепла и влаги.
Тёплый влажный воздух поднимается вверх преимущественно в пределах стены глаза циклона, а также в пределах других дождевых полос. Этот воздух расширяется и охлаждается по мере поднятия, его относительная влажность, высокая уже у поверхности, увеличивается ещё больше, вследствие чего большая часть накопленной влаги конденсируется и выпадает в виде дождя. Воздух продолжает охлаждаться и терять влагу с поднятием до тропопаузы, где он теряет практически всю влагу и перестаёт охлаждаться с высотой. Охлаждённый воздух опускается вниз до океанской поверхности, где снова увлажняется и снова поднимается. При благоприятных условиях задействованная энергия превышает расходы на поддержание этого процесса, избыточная энергия тратится на увеличение объёмов восходящих потоков, увеличение скорости ветров и ускорение процесса конденсации, то есть ведёт к образованию положительной обратной связи. Для того, чтобы условия оставались благоприятными, тропический циклон должен находиться над тёплой океанской поверхностью, которая даёт необходимую влагу; когда же циклон проходит участок суши, он не имеет доступа к этому источнику и его сила быстро падает. Вращение Земли добавляет конвекционному процессу закручивание в результате эффекта Кориолиса — отклонения направления ветра от вектора барического градиента.

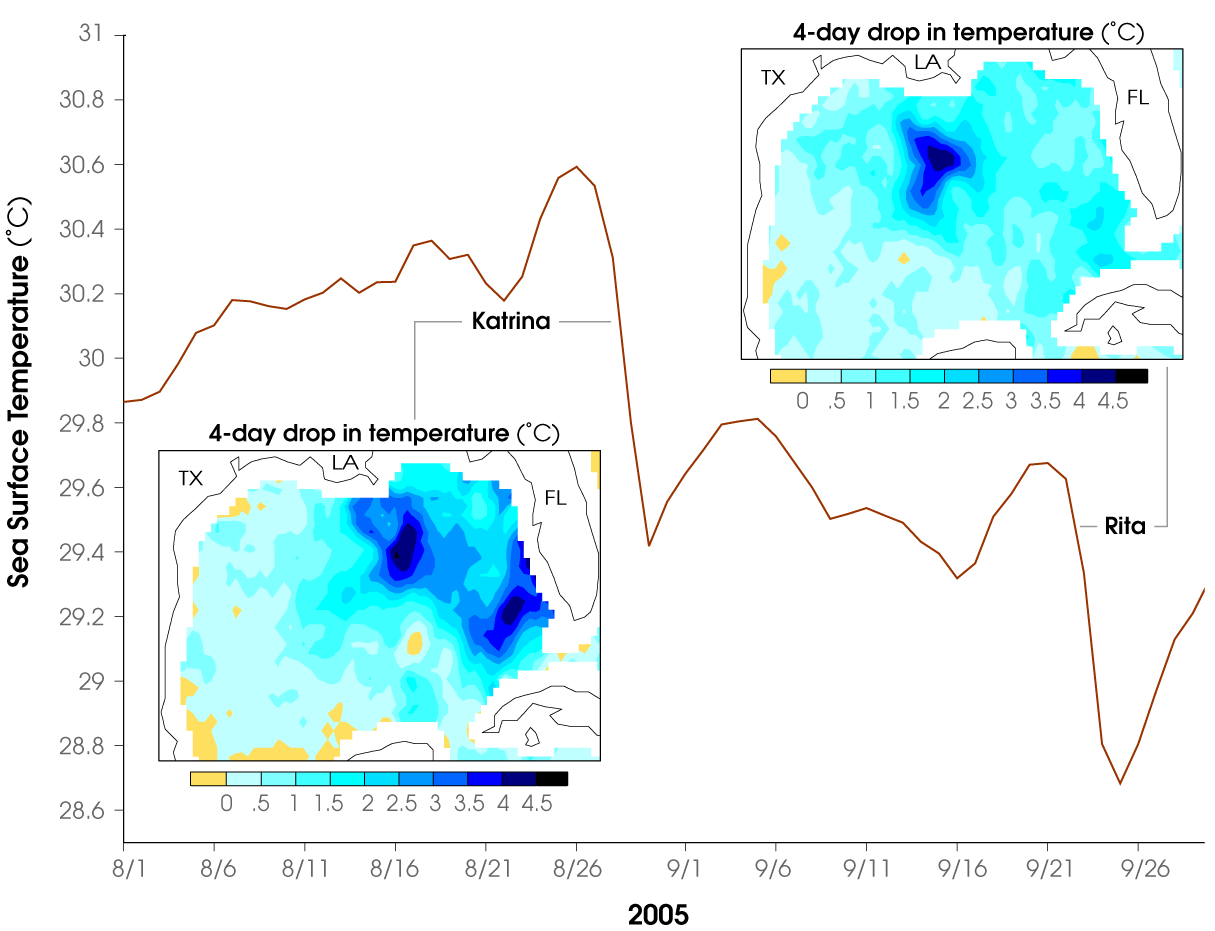
Падение температуры океанской поверхности в Мексиканском заливе с прохождением ураганов Катрина и Рита

Механизм тропических циклонов существенно отличается от механизма других атмосферных процессов тем, что требует глубокой конвекции, то есть такой, что захватывает большой диапазон высот. При этом восходящие потоки захватывают почти всё расстояние от поверхности океана до тропопаузы, с горизонтальными ветрами, ограниченными преимущественно в приповерхностном слое толщиной до 1 км, тогда как большая часть остальной 15-километровой толщи тропосферы в тропических районах используется для конвекции. Однако тропосфера более тонка на более высоких широтах, а количество солнечного тепла там меньше, что ограничивает зону благоприятных условий для тропических циклонов тропическим поясом. В отличие от тропических циклонов, внетропические циклоны получают энергию преимущественно от горизонтальных градиентов температуры воздуха, что существовали до них.
Прохождение тропического циклона над участком океана приводит к существенному охлаждению приповерхностного слоя, как из-за потери тепла на испарение, так из-за активного перемешивания тёплых приповерхностных и холодных глубоких слоёв и получения холодной дождевой воды. Также на охлаждение влияет плотный облачный покров, закрывающий океанскую поверхность от солнечного света. Вследствие этих эффектов, за несколько дней, за которые циклон проходит определённый участок океана, приповерхностная температура на нём существенно падает. Этот эффект приводит к возникновению отрицательной обратной связи, что может привести к потере силы тропического циклона, особенно если его движение медленное.
Общее количество энергии, которое выделяется в тропическом циклоне среднего размера, составляет около 50—200 эксаджоулей (1018 Дж) в день или 1 ПВт (1015 Вт). Это примерно в 70 раз больше потребления всех видов энергии человечеством, в 200 раз больше мирового производства электроэнергии и соответствует энергии взрыва 10-мегатонной водородной бомбы каждые 20 минут.

## Жизненный цикл

### Формирование

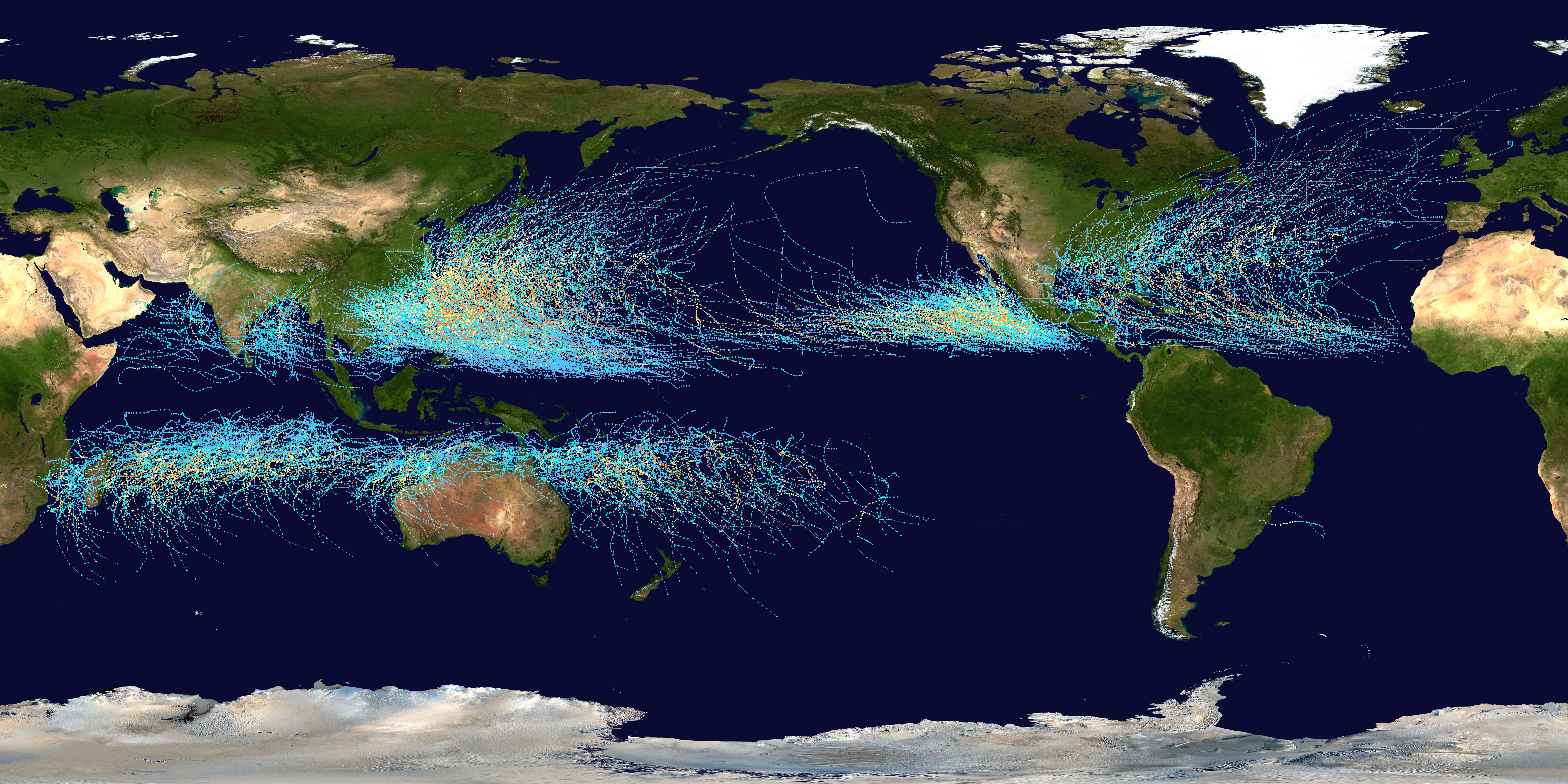
Карта пути всех тропических циклонов за период 1985—2005 годов

Во всех районах мира, где существует активность тропических циклонов, она достигает максимума в конце лета, когда разница температуры между океанской поверхностью и глубинными слоями океана наибольшая. Однако сезонные картины несколько отличаются в зависимости от бассейна. В мировом масштабе май является наименее активным месяцем, сентябрь наиболее активным, а ноябрь является единственным месяцем, когда одновременно активны все бассейны.

#### Важные факторы

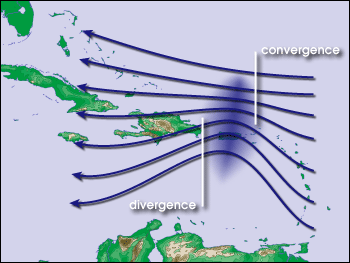
Образование зон схождения пассатов, что приводит к нестабильности атмосферы и способствует образованию тропических циклонов.

Процесс формирования тропических циклонов все ещё не до конца понятен и является предметом интенсивных исследований. Обычно можно выделить шесть факторов, необходимых для образования тропических циклонов, хотя в отдельных случаях циклон может образоваться и без некоторых из них.
В большинстве случаев, условием для формирования тропического циклона являются температура приповерхностного слоя океанской воды не менее 26,5 °C при глубине не менее 50 м. Это минимально достаточная температура приповерхностной воды, которая способна вызвать нестабильность в атмосфере над ней и поддерживать существование грозовой системы.
Другим необходимым фактором является быстрое охлаждение воздуха с высотой, что делает возможным высвобождение энергии конденсации, главного источника энергии тропического циклона.
Также для образования тропического циклона необходима высокая влажность воздуха в нижних и средних слоях тропосферы. Наличие большого количества влаги в воздухе создаёт более благоприятные условия для дестабилизации тропосферы.
Ещё одно благоприятствующее условие — низкий вертикальный градиент ветра, поскольку большой градиент ветра разрывает циркуляционную систему циклона.
Тропические циклоны обычно возникают на расстоянии не менее 5 градусов широты (на Земле — 550 км) от экватора, — на этой широте сила Кориолиса достаточно сильна для отклонения ветра и закручивания атмосферного вихря.
И наконец, для образования тропического циклона обычно нужна уже существующая зона низкого атмосферного давления или нестабильной погоды, хотя и без циркуляционного поведения, характерного для зрелого тропического циклона. Такие условия могут быть созданы низкоуровневыми и низкоширотными вспышками, которые ассоциируются с осцилляцией Маддена-Джулиана.

#### Районы формирования
Большинство тропических циклонов в мире формируются в пределах экваториального пояса (межтропического фронта) или его продолжения под действием муссонов — муссонной зоны низкого давления. Районы, благоприятные для формирования тропических циклонов, также возникают в пределах тропических волн, где возникает около 85 % интенсивных циклонов Атлантического океана и большинство тропических циклонов на востоке Тихого океана.
Подавляющее большинство тропических циклонов формируется между 10 и 30 градусами широты обоих полушарий, причём 87 % всех тропических циклонов — не далее 20 градусов широты от экватора. Из-за отсутствия силы Кориолиса в экваториальной зоне, тропические циклоны очень редко формируются ближе 5 градусов от экватора, однако это все же случается, например, с тропическим штормом Вамэй 2001 года и циклоном Агни 2004 года.

#### Время формирования
Сезон тропических циклонов на севере Атлантического океана длится с 1 июня по 30 ноября, достигая пика в конце августа и в сентябре. По статистике, большинство тропических циклонов образовались здесь в районе 10 сентября. На северо-востоке Тихого океана этот сезон длится дольше, но с максимумом в те же времена. На северо-западе Тихого океана тропические циклоны образуются в течение всего года, с минимумом в феврале-марте и с максимумом в начале сентября. На севере Индийского океана тропические циклоны возникают чаще всего с апреля по декабрь, с двумя пиками — в мае и в ноябре. В Южном полушарии сезон тропических циклонов длится с 1 ноября до конца апреля, с пиком с середины февраля до начала марта.
| Сезоны тропических циклонов и их активность | Сезоны тропических циклонов и их активность | Сезоны тропических циклонов и их активность | Сезоны тропических циклонов и их активность | Сезоны тропических циклонов и их активность | Сезоны тропических циклонов и их активность |
| Бассейн                                     | Начало сезона                               | Конец сезона                                | Тропических штормов (>34 узлов)             | Ураганов (>63 узлов)                        | ТЦ категории 3+ (>95 узлов)                 |
| ------------------------------------------- | ------------------------------------------- | ------------------------------------------- | ------------------------------------------- | ------------------------------------------- | ------------------------------------------- |
| Сев.-Зап. Тихоокеанский                     | апрель                                      | январь                                      | 26,7                                        | 16,9                                        | 8,5                                         |
| Южно-Индийскоокеанский                      | ноябрь                                      | апрель                                      | 20,6                                        | 10,3                                        | 4,3                                         |
| Сев.-Вост. Тихоокеанский                    | май                                         | ноябрь                                      | 16,3                                        | 9,0                                         | 4,1                                         |
| Северо-Атлантический                        | июнь                                        | ноябрь                                      | 10,6                                        | 5,9                                         | 2,0                                         |
| Южно-Тихоокеанский                          | ноябрь                                      | апрель                                      | 9                                           | 4,8                                         | 1,9                                         |
| Северо-Индийскоокеанский                    | апрель                                      | декабрь                                     | 5,4                                         | 2,2                                         | 0,4                                         |

### Движение

#### Взаимодействие с пассатами
Движение тропических циклонов вдоль поверхности Земли зависит прежде всего от преобладающих ветров, возникающих вследствие глобальных циркуляционных процессов, — тропические циклоны увлекаются этими ветрами и движутся вместе с ними. В зоне возникновения тропических циклонов, то есть между 20-ми градусами широты обоих полушарий, влекомые пассатами циклоны движутся на запад.
В тропических районах северной Атлантики и на северо-востоке Тихого океана пассаты образуют тропические волны, начинающиеся от африканского побережья и проходящие через Карибское море, Северную Америку и затухающие в центральных районах Тихого океана. Эти волны являются местом возникновения большой части тропических циклонов в этих регионах Земли.

#### Эффект Кориолиса

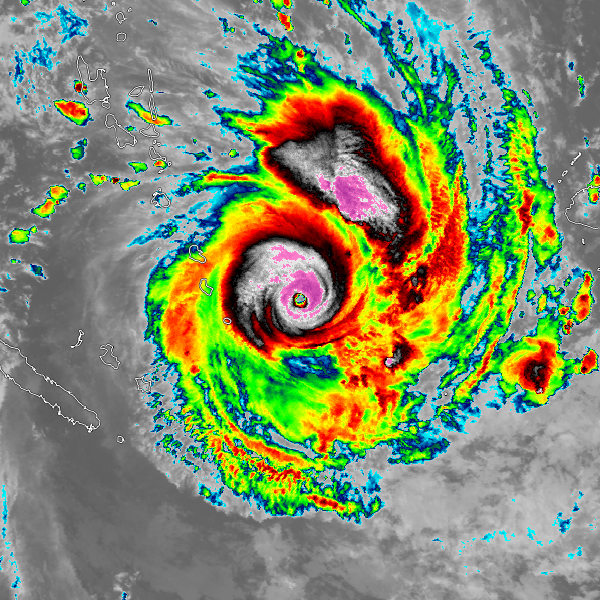
Инфракрасное изображение циклон Winston, что демонстрирует закручивание и вращение циклона.

Эффект Кориолиса, возникающий из-за вращения Земли, является причиной не только закручивания атмосферных вихрей, но и влияет на трассы их движения. Из-за этого эффекта тропический циклон, влекомый пассатами на запад, при отсутствии других сильных потоков воздушных масс отклоняется к полюсам. Поскольку воздействие пассатов накладывается на движение воздушных масс внутри циклонов на его полярной стороне, сила Кориолиса там сильнее. В результате тропический циклон оттягивается к полюсу планеты. Когда тропический циклон достигает субтропического хребта, западные ветры умеренного пояса начинают уменьшать скорость движения воздуха на полярной стороне, но разница в расстоянии от экватора между различными частями циклона достаточно большая, чтобы суммарная закручивающая атмосферный вихрь сила была направлена к полюсу. В результате тропические циклоны Северного полушария отклоняются на север (до поворота на восток), а тропические циклоны Южного полушария — на юг (также до поворота на восток).

#### Взаимодействие с западными ветрами умеренных широт

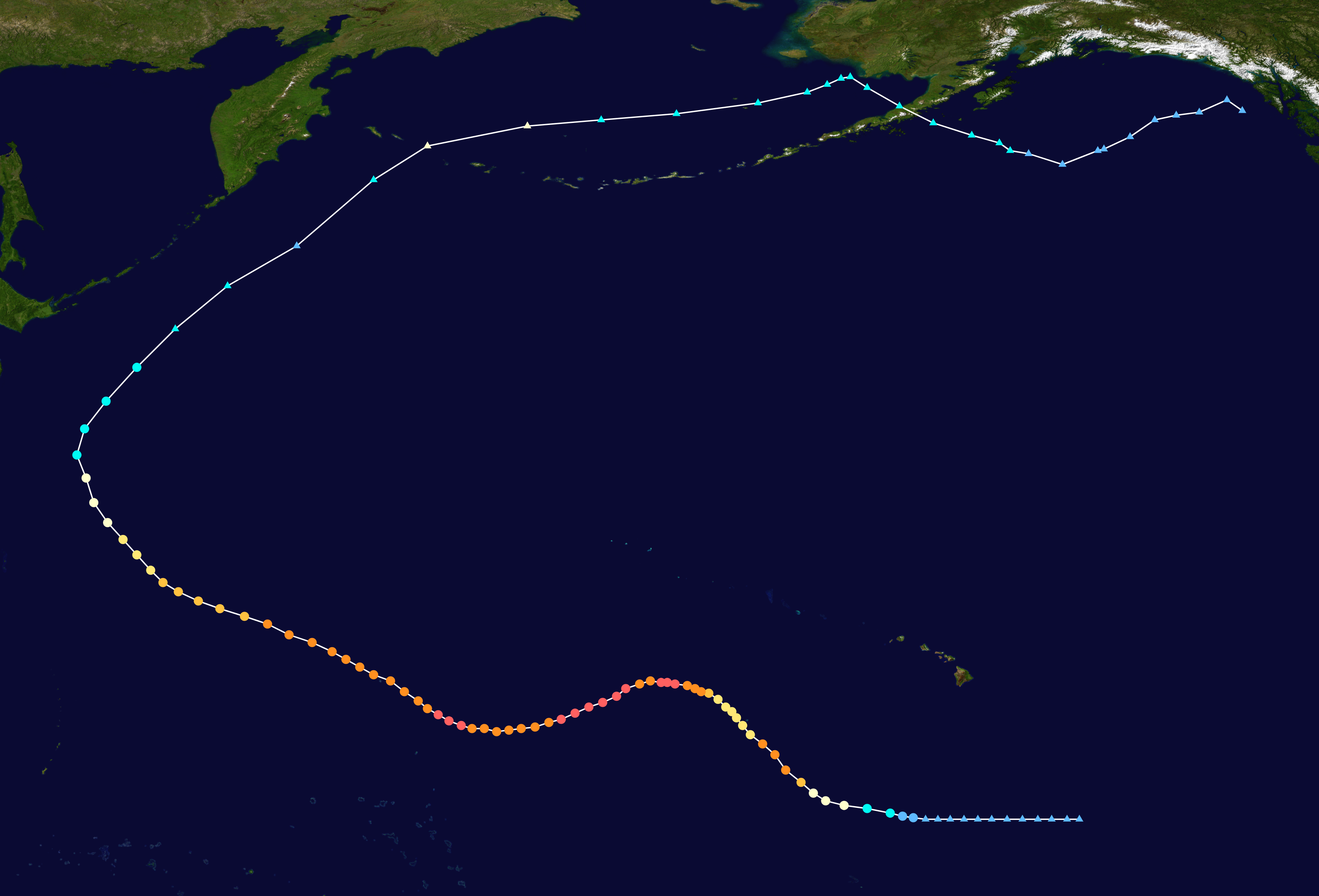
Сложная траектория тайфуна Йоке у японского побережья в 2006 году.

Когда тропический циклон пересекает субтропический хребет, являющийся зоной высокого давления, его путь обычно отклоняется в зону низкого давления с полярной стороны хребта. Попав в зону западных ветров умеренного пояса, тропический циклон имеет тенденцию двигаться с ними на восток, проходя момент изменения курса движения (англ. recurvature). Тайфуны, движущиеся через Тихий океан на запад к восточным берегам Азии, часто меняют курс у берегов Японии на север и далее на северо-восток, захваченные юго-западными ветрами с Китая или Сибири. Много тропических циклонов также отклоняются из-за взаимодействия с внетропическими циклонами, движущимися в этих районах с запада на восток. Примером изменения курса тропическим циклоном служит тайфун Йоке 2006 года (на изображении), который двигался по описанной траектории.

#### Выход на сушу
Формально считается, что циклон проходит над сушей, если над сушей проходит его центр циркуляции, независимо от состояния периферийных областей. Штормовые условия обычно начинаются над определённым участком суши за несколько часов до выхода на сушу центра циклона. В этот период — до формального выхода тропического циклона на сушу — ветры могут достигнуть своей наибольшей силы. В таком случае говорят о «прямом ударе» тропического циклона о берег. Таким образом, момент выхода циклона на берег фактически означает середину штормового периода для районов, где это случается. Меры безопасности должны приниматься до момента достижения ветрами определённой скорости или до момента достижения определённой интенсивности дождя, а не быть связанными с моментом выхода тропического циклона на сушу.

#### Взаимодействие циклонов
Когда два циклона приближаются друг к другу, их центры циркуляции начинают вращаться вокруг общего центра. При этом два циклона приближаясь друг к другу, в конце концов, сливаются. Если циклоны разного размера, больший будет доминировать в этом взаимодействии, а меньший будет вращаться вокруг него. Этот эффект носит название эффекта Фудзивары (в честь японского метеоролога Сакухэя Фудзивары).

### Рассеяние

Атлантический тропический шторм Франклин 2005 года — пример тропического циклона со значительным градиентом ветра.

Тропический циклон может потерять свои характеристики несколькими путями. Один из этих путей — движение над сушей, что отрезает его от необходимого для питания источника тёплой воды, вследствие этого тропический циклон быстро теряет силу. Большинство сильных тропических циклонов теряют свою силу и превращаются в неорганизованную зону низкого давления через день, иногда два дня, или же превращаются во внетропические циклоны. Иногда тропический циклон может восстановиться, если ему удастся вновь попасть в тёплые океанские воды, как это случилось с ураганом Иван. Если тропический циклон пройдёт над горами даже в течение короткого времени, его ослабление существенно ускорится. Много жертв от тропических циклонов случается именно в горных районах, поскольку тропический циклон, что быстро теряет силу, высвобождает огромное количество дождевой воды, что приводит к разрушительным наводнениям и оползням, как это случилось с ураганом Митч в 1998 году. Кроме того, тропический циклон будет терять силу, если он находится в одном районе слишком долго, поскольку из-за интенсивного испарения и перемешивания слоя воды толщиной до 60 м, приповерхностная температура может упасть на величину порядка 5 °C, а без тёплого приповерхностного слоя воды тропический циклон не может выжить.
Тропический циклон также может рассеяться, если он попадёт на новый участок моря, температура которого ниже 26,5 °C. Такой тропический циклон потеряет свои тропические характеристики (то есть грозовой круг вокруг центра и тёплое ядро) и превратится в остаточную зону низкого давления, что может существовать в течение нескольких дней. Этот механизм рассеяния является главным на северо-востоке Тихого океана.
Ослабление или рассеивание тропического циклона также может случиться вследствие сильного вертикального градиента ветра, что сдвигает ось конвекционной тепловой машины и нарушает её работу.
В результате взаимодействия с западными ветрами умеренных широт и более характерными для умеренных районов атмосферными фронтами, тропический циклон может превратиться во внетропический, подобная трансформация обычно занимает 1—3 дня. Внетропические циклоны обычно характеризуются более высоким давлением внутри и слабыми ветрами. Однако даже если тропический циклон «рассеялся» или превратился во внетропический, скорость ветров в нём всё ещё может быть штормовой, а иногда даже и ураганной, а количество осадков может составить более 10 см. Очень интенсивные внетропические циклоны, образованные из тропических, периодически угрожают западному побережью Северной Америки, а в отдельных случаях и Европе; примером таких штормов был ураган Айрис 1995 года.
Также тропический циклон может слиться с другой зоной низкого давления. Такой процесс увеличивает эту зону низкого давления, хотя она может уже не быть тропическим циклоном. Исследования 2000-х годов также привели к гипотезе, что к ослаблению и рассеиванию тропического циклона может привести большое количество пыли в атмосфере.

## Эффект
За последние два века тропические циклоны привели к гибели 1,9 млн человек в мире вследствие своего прямого эффекта. Кроме прямого эффекта на жилые дома и экономические объекты, тропические циклоны разрушают объекты инфраструктуры, включая дороги, мосты, линии электропередач, чем наносят огромный экономический ущерб поражённым районам. Определённый негативный эффект от тропических циклонов проявляется уже в море, поскольку они вызывают сильные волны, прекращают мореходство и иногда приводят к кораблекрушениям.

### Ветер

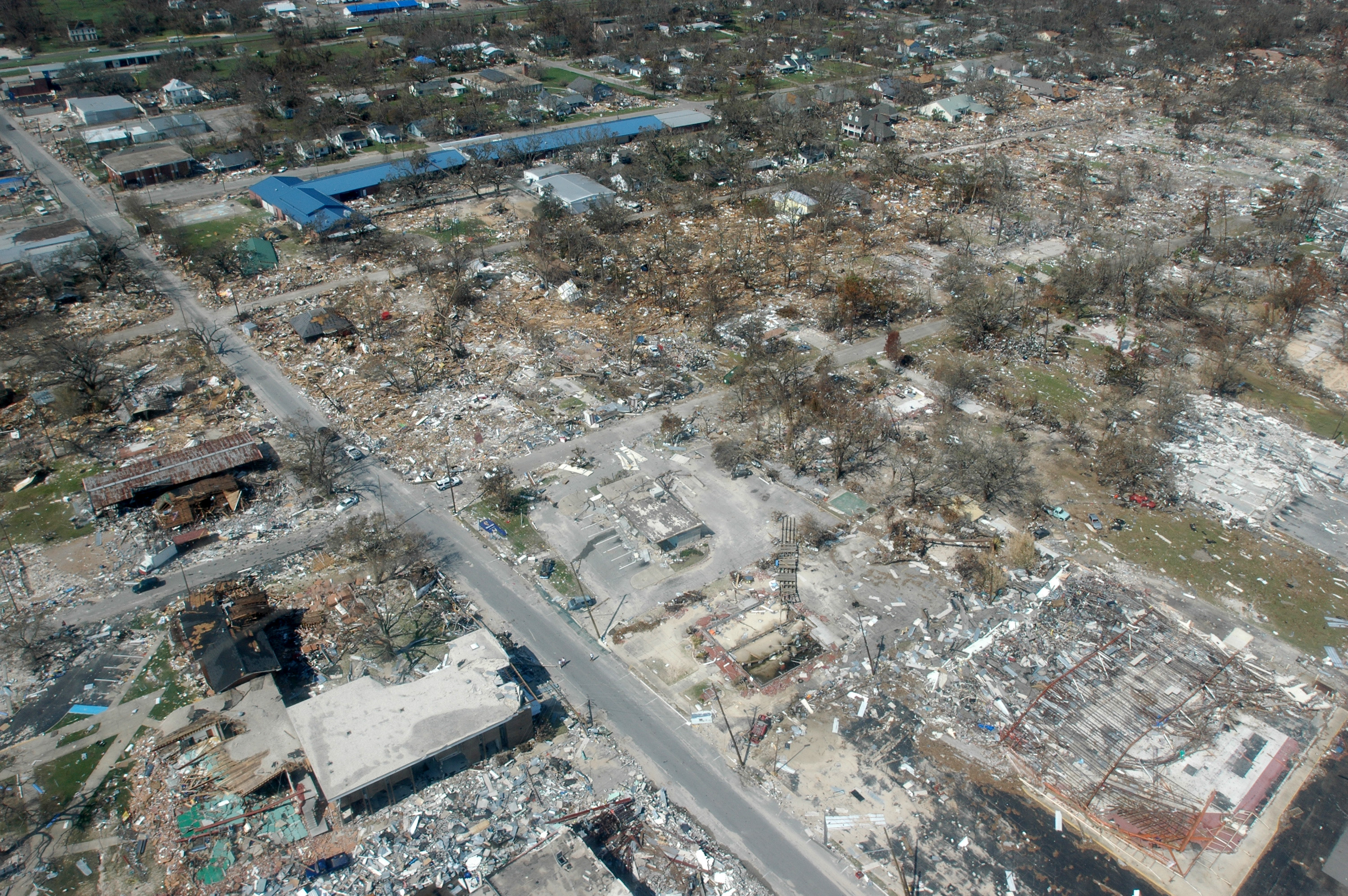
Ветровые разрушения от урагана Катрина в городе Галфпорт, Миссисипи.

Прямым эффектом от тропических циклонов на суше являются штормовые ветры, способные уничтожать автомобили, здания, мосты и другие искусственные сооружения. Время, в течение которого определённое место остаётся под действием циклона, зависит как от размеров циклона, так и от скорости его движения, обычно это время составляет несколько часов. Сильнейшие постоянные ветры в пределах циклона обычно локализованы в центре его передней части и для сильных тропических циклонов превышают 70 м/с. За время прохождения тропического циклона могут быть повреждены или разрушены даже хорошо построенные капитальные здания. Минимальная скорость ветра, при которой тропический циклон считается ураганом, составляет около 28 м/с, ветер такой силы создаёт давление на вертикальную стену в 718 Па, а более типичные для ураганов ветры скоростью 55 м/с — давление в 3734 Па. Таким образом, здания с большой площадью стен испытывают во время прохождения тропического циклона действие огромной силы, особенно если их стены крупнейшей площади ориентированы перпендикулярно ветру.
Кроме сильных постоянных ветров, в момент выхода на сушу для тропических циклонов также характерны особенно сильные локализованные ветры и порывы ветра. Хотя трение о поверхность земли уменьшает скорость ветра, оно значительно увеличивает турбулентность движения воздуха, часто приводя к спуску наиболее быстрых высотных воздушных потоков до уровня поверхности. Другой механизм возникновения порывов в пределах тропического циклона подобен механизму микропорывов, характерных для нециклонных гроз. Ветер в пределах таких порывов часто направлен против направления ветра на близлежащих участках, но в случае совпадения направлений обоих, его скорость может достигать около 100 м/с.

### Штормовой прилив

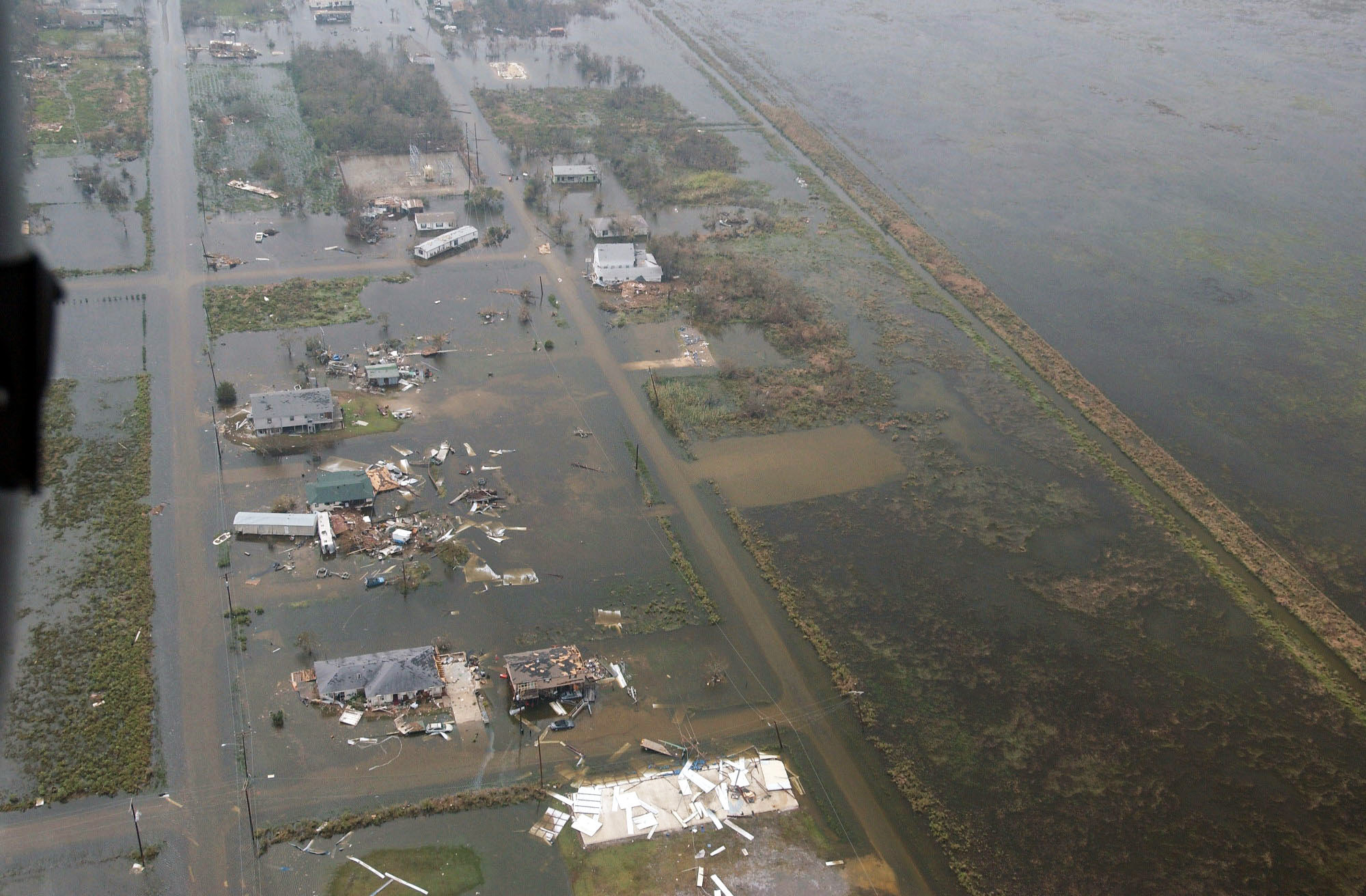
Штормовой прилив в городе Галвестон, Техас, после прохождения урагана Рита в 2005 году.

Худшим по количеству жертв эффектом от тропических циклонов исторически был штормовой прилив, то есть поднятие уровня моря под действием циклона, что в среднем приводит примерно к 90 % жертв. Штормовой прилив вызывается в первую очередь трением воздуха о поверхность воды и может достигать свыше 6 м, иногда затапливая большие прибрежные территории. Этот механизм нагона воды особенно эффективен в мелких заливах и устьях рек. Например, крупнейший по числу жертв в истории циклон Бхола в 1970 году привёл к гибели 300—500 тыс. человек в Восточном Пакистане из-за 9-метрового штормового прилива и затопления островов мелкой дельты Ганга. У циклонов Северного полушария максимальный штормовой прилив случается в переднем правом секторе циклона, у циклонов Южного — в переднем левом. К трению ветра также прилагается увеличение уровня воды под действием низкого атмосферного давления циклона, что поднимает его уровень ещё примерно на 1 м. Если же циклон выходит на сушу во время прилива, эти эффекты накладываются друг на друга, приводя к наиболее разрушительным последствиям.

### Смерчи
Широкая вихревая картина тропического циклона и возникновение сильного вертикального градиента ветра вследствие трения о поверхность земли вызывает смерчи. Смерчи также могут возникать вследствие мезовихрей стены глаза, структур тропического циклона относительно небольшого масштаба, образующихся после его выхода на сушу.

### Ливни

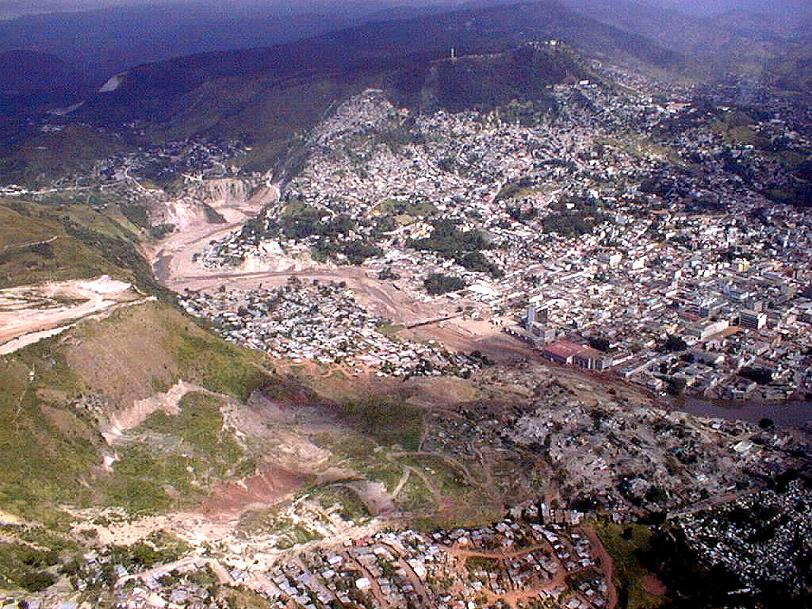
Вызванный ураганом Митч оползень в городе Тегусигальпа, Гондурас.

Тропические циклоны всегда ассоциируются со значительными количествами атмосферных осадков, в первую очередь в районе стены глаза и дождевых полос циклона. Обычно количество осадков составляет несколько сантиметров в час, со вспышками значительно большего уровня. Общие количества осадков за время прохождения циклона в 500—1000 мм дождя не являются необычными. Такие количества осадков очень легко переполняют дождевую канализацию и приводят к наводнениям. Вызванные дождями наводнения особенно опасны в горных районах, как из-за увеличения количества осадков вследствие поднятия воздуха, так и, особенно, из-за концентрации дождевых потоков вдоль оврагов и устьев рек, как это случилось во время прохождения ураганом Митч территории Гондураса в 1998 году.
Другим источником ливневых дождей, не связанным со стеной глаза, является выпадение воды из облаков высотного покрова циклона, что случается в случае попадания этих облаков в зону низкого давления более высоких широт. Например, в результате такого эффекта, остаткам восточнотихоокеанского урагана Октав удалось проникнуть в пустынные районы Аризоны, где количество осадков за три дня составило более 200 мм, почти годовую норму осадков для этих районов.
Значительные ливни и штормовые приливы также часто приводят к возникновению участков стоячей воды, что при условиях тропического климата легко приводит как к распространению инфекций из-за контактов с водой, так и к увеличению количества комаров, которые также разносят болезни. Болезни распространяются также в перенаселённых лагерях для беженцев, потерявших жильё в результате ураганов.

### Поддержание теплового и гидрологического баланса
Хотя тропические циклоны приводят к значительным жертвам и разрушениям, они являются важными факторами в режиме осадков тех районов, где они существуют, поскольку они приносят осадки в районы, которые в противном случае оставались бы засушливыми. Также тропические циклоны помогают поддерживать тепловой баланс, изменяя градиент в температуре и влажности между тропическими и субтропическими районами Земли. Штормовые приливы и перемешивание океанской воды тропическими циклонами также важны для поддержки морской флоры и фауны. Даже разрушение искусственных сооружений часто оказывается полезным, поскольку вызывает восстановление и улучшение районов, многие из которых экономически очень неблагополучны.

### Экономический ущерб
По данным журнала The Economist, один ураган способен нанести ущерб порядка 100 млрд. долл. США. Такой ущерб, например, нанёс ураган «Харви» в Бостоне или ураган «Мария» в Пуэрто-Рико.

## Исследование и классификация

### Бассейны и организации
| Бассейны тропических циклонов       | |
| Бассейн                             | Ответственные организации |
| 1. Североатлантический              | Национальный ураганный центр (США) |
| 2. Северо-восточный тихоокеанский   | Национальный ураганный центр (США) Центральнотихоокеанский ураганный центр (США)                                                                        |
| 3. Северо-западный тихоокеанский    | Японское метеорологическое агентство |
| 4. Северо- индийскоокеанский        | Индийский метеорологический департамент |
| 5. Юго-западный индийскоокеанский   | Метео-Франс |
| 6. Юго-восточный индийскоокеанский  | Бюро метеорологии† (Австралия) Индонезийское метеорологическое агентство                                                                                |
| 7. Юго- тихоокеанский               | Метеорологическая служба Фиджи Метеорологическая служба Новой Зеландии† Национальная погодная служба Папуа-Новой Гвинеи† Бюро метеорологии† (Австралия) |
| †: Центры предупреждения о тайфунах | |

Основные районы возникновения тропических циклонов составляют семь фактически обособленных непрерывных зон, которые имеют название бассейнов, их список приведён в таблице справа. Самым активным бассейном является северо-западный тихоокеанский, где ежегодно возникает 25,7 тропических циклонов силы тропического шторма или более из 86 в мире. Наименее активным является северо-индийскоокеанский бассейн, где ежегодно случается лишь 4—6 тропических циклона.
За период наблюдений было зарегистрировано всего несколько случаев возникновения тропических циклонов или подобных им явлений в других районах мирового океана. Первым официально признанным из них стал циклон Катарина, образовавшийся 26 марта 2004 года на юге Атлантического океана, который позже вышел на сушу в Бразилии с ветрами, эквивалентными 2-й категории по шкале Саффира — Симпсона. Поскольку этот циклон сформировался в районе, где раньше тропические циклоны никогда не регистрировались, бразильские метеорологические агентства сначала считали его внетропическим, но впоследствии переклассифицировали в тропический.
Роль главных центров, занимающихся наблюдением и предупреждением тропических циклонов, выполняют шесть региональных специализированных метеорологических центров (англ. Regional Specialized Meteorological Centers, RSMC). Эти центры исполняют обязанности по поручению Всемирной метеорологической организации и отвечают за выпуск официальных предупреждений, образовательных публикаций и рекомендаций относительно мер подготовки в своих районах ответственности. В дополнение к ним существует также шесть Центров предупреждения о тропических циклонах (англ. Tropical Cyclone Warning Centers, TCWC), также уполномоченных Всемирной метеорологической организацией, но с более низким статусом и меньшими районами ответственности.
Региональные специализированные метеорологические центры и центры предупреждения о тропических циклонах, однако, являются не единственными организациями, которые занимаются распространением информации о тропических циклонах. Так, Объединённый американский военно-морской центр по предупреждению о тайфунах (англ. Joint Typhoon Warning Center, JTWC) даёт советы относительно всех бассейнов, за исключением Североатлантического, для целей Правительства США; Филиппинское управление атмосферных, геофизических и астрономических служб (англ. Philippine Atmospheric, Geophysical and Astronomical Services Administration, PAGASA) даёт советы и предоставляет имена тропическим циклонам, что приближаются к Филиппинам; Канадский ураганный центр (англ. Canadian Hurricane Center, CHC) отпускает советы относительно остатков ураганов, которые могут угрожать Канаде.

### Наблюдение

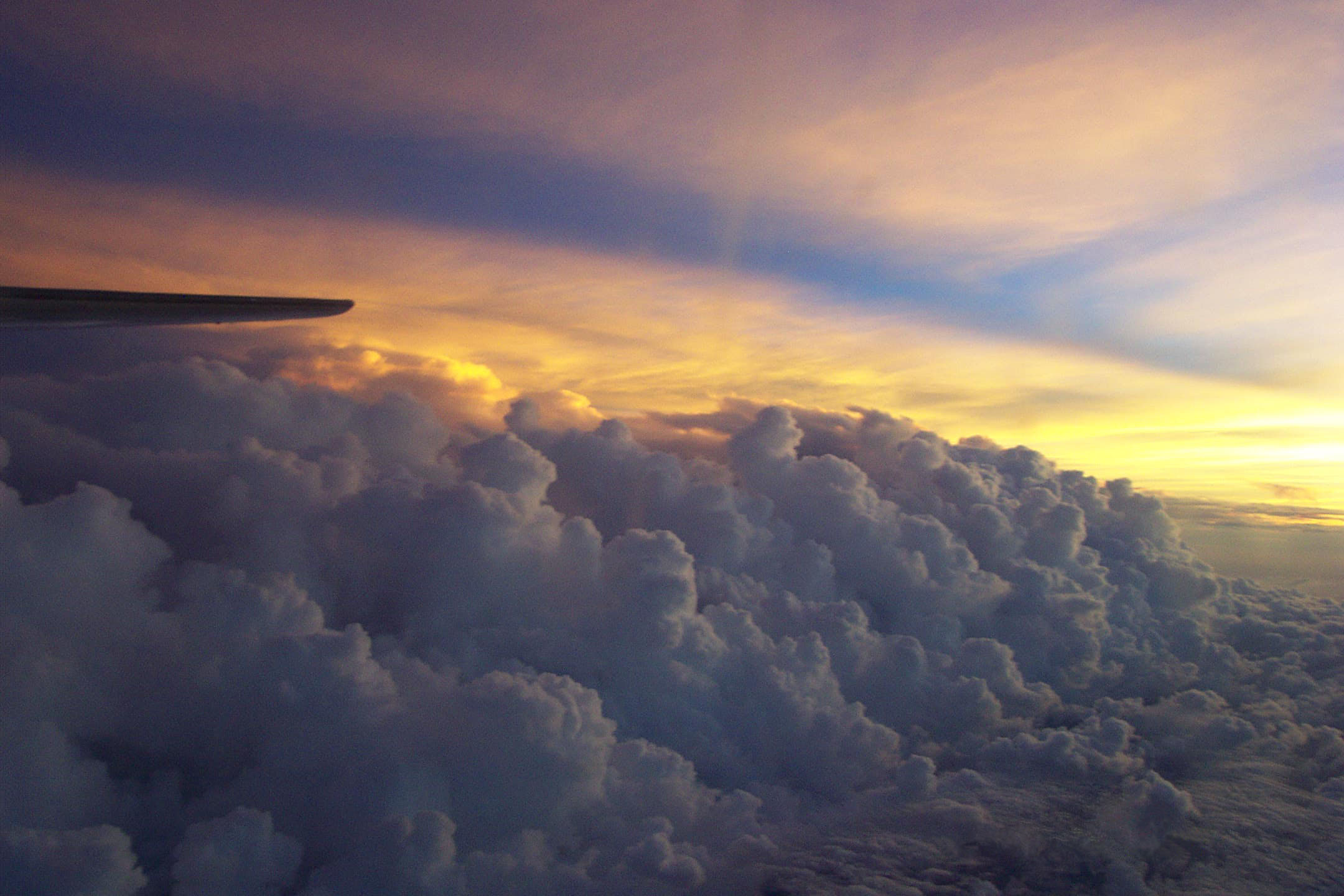
Дождевые полосы урагана Исидор на рассвете с высоты 2100 м

Наблюдение за тропическими циклонами является трудной задачей, поскольку они возникают над океаном, где редко имеются метеорологические станции, к тому же они быстро развиваются и передвигаются. Наблюдение за тропическим циклоном с поверхности обычно возможно, только если он проходит через острова; иногда можно наблюдать с океанского судна. Обычно измерения в реальном времени видны на периферии циклона, где условия менее катастрофические, но такие измерения не позволяют оценить реальную силу циклона. Поэтому во время прохождения тропического циклона по суше, группы метеорологов часто отправляются в районы его предполагаемого прохождения с целью проведения наблюдений как можно ближе к центру циклона.
В океане за тропическими циклонами наблюдают с помощью метеорологических спутников, способных получать изображения в видимом и инфракрасном диапазонах, обычно с интервалами 15—30 минут. Когда циклон приближается к суше, за ним можно наблюдать с помощью метеорологических радаров. С помощью радаров удобно получать информацию о расположении циклона в момент выхода на сушу и его интенсивности практически в реальном времени, то есть каждые несколько минут.
Также измерения в реальном времени проводят с помощью специально оборудованных самолётов, отправляющихся к циклону. В частности, такие полёты регулярно проводят «охотники за ураганами» на самолётах WC-130 Геркулес и WP-3D Орион. Эти самолёты залетают в циклон и получают данные как напрямую, так и посредством сбрасываемых зондов, оборудованных GPS и датчиками температуры, влажности и давления, которые проводят измерение между безопасной для полётов высотой и поверхностью океана. В начале XXI века к этих методам был добавлен Aerosonde — небольшой беспилотный самолёт, способный получать метеорологическую информацию на небольших высотах, опасных для человека. Первое испытание этого прибора произошло при исследовании атлантического тропического шторма Офелия в 2005 году.

### Прогнозирование

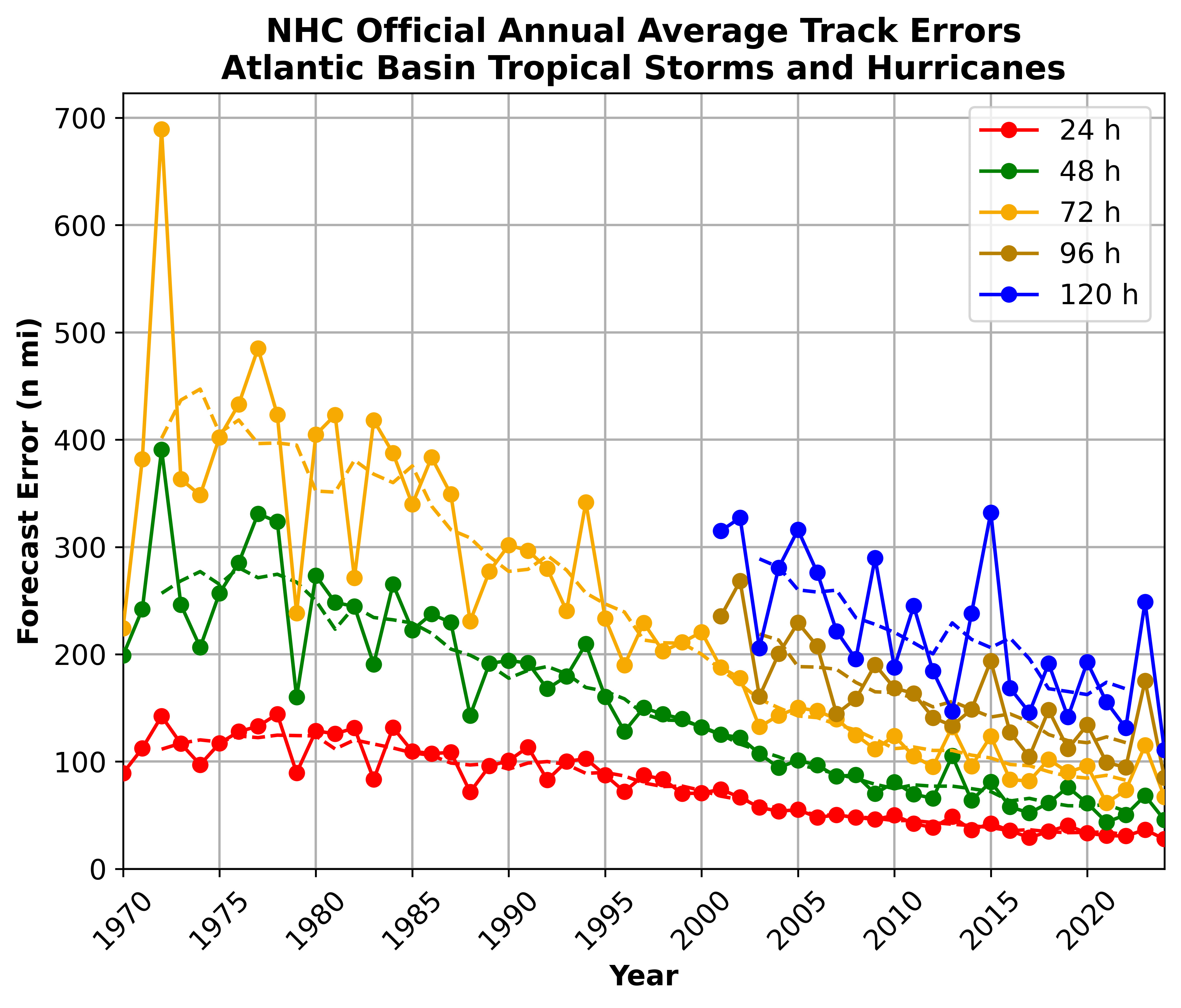
График уменьшения погрешности прогнозирования пути циклона со временем

Поскольку на движение тропического циклона влияют зоны низкого и высокого давления вокруг него, для прогнозирования его пути необходимо спрогнозировать динамику развития этих зон в течение жизни циклона. Для этого обычно используют измерение скорости и силы ветров, усреднённые на всей толще тропосферы. Если градиент ветра относительно большой, наилучшие результаты получаются при помощи значения скорости ветра на уровне 700 мбар (на высоте около 3000 м над уровнем моря). При этом краткосрочные флуктуации ветра в пределах циклона усредняют. Сейчас для более точного прогнозирования пути тропических циклонов широко используются компьютерные симуляции. Улучшение методов измерения вместе с улучшением понимания атмосферных процессов за последние десятилетия привело к увеличению точности прогнозирования пути тропических циклонов. Однако точность прогнозирования их силы всё ещё остаётся достаточно низкой, что приписывают неполному пониманию факторов, которые влияют на развитие тропических циклонов.

### Классификация по силе

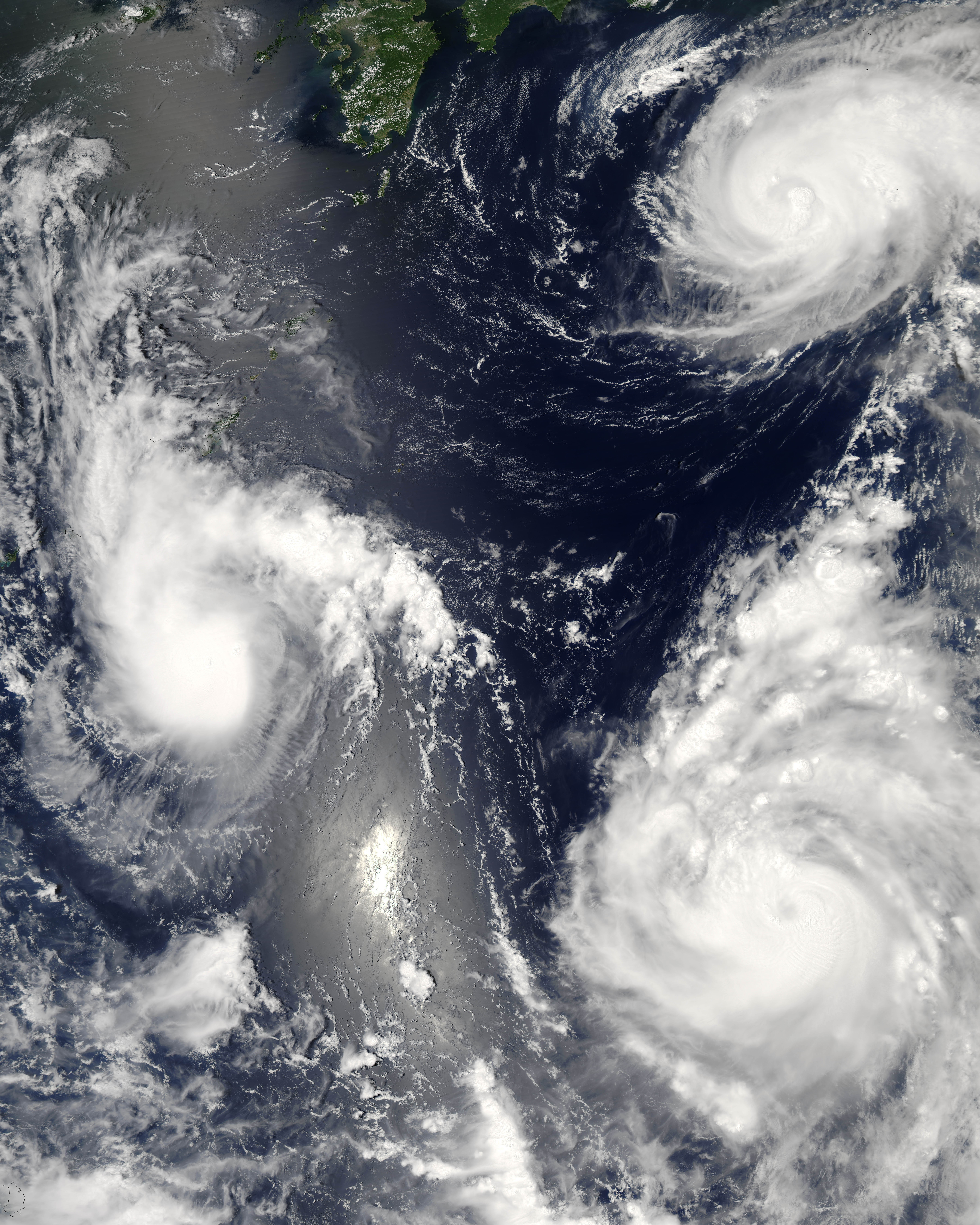
Три тропических циклона на разных стадиях развития: слабейший (слева) только что приобрёл круглую форму, более сильный (верхний правый угол) уже создал дождевые полосы, а сильнейший (правый нижний угол) создал глаз.

По критерию силы тропические циклоны классифицируют в три главные группы: тропические депрессии, тропические штормы и наиболее интенсивные циклоны, название которых варьирует в зависимости от бассейна («тайфун» на северо-западе Тихого океана, «ураган» на северо-востоке Тихого и в Атлантическом океанах и модификации названий тропических штормов с помощью терминов «очень жестокий» или «интенсивный» в остальных бассейнах). Если тропический циклон попадает из одного бассейна в другой, его классификация соответственно меняется: например, ураган Йоке в 2006 году превратился в «тайфун Йоке» в момент перехода через международную линию перемены дат из северо-восточного в северо-западный район Тихого океана. Каждая из систем классификации, отчёт о которых приведён в таблице внизу раздела, использует несколько другую терминологию также для подгрупп каждой из этих категорий.

#### Тропическая депрессия
«Тропической депрессией» называется организованная циклонная система с чётко выраженной приповерхностной циркуляцией и максимальными постоянными ветрами до 17 м/с (33 узла). Такая система не имеет глаза и обычно не имеет спиральной организации более мощных тропических циклонов. Обычно тропические депрессии не получают собственных имен, исключением являются тропические депрессии, формирующиеся в зоне ответственности Филиппин.

#### Тропический шторм
«Тропическим штормом» называется организованная циклонная система с чётко выраженной приповерхностной циркуляцией и максимальными постоянными ветрами между 17 м/с (33 узла) и 32 м/с (63 узла). Обычно эти тропические циклоны развивают выразительную спиральную форму, хотя глаз часто всё ещё не образуется. Начиная с этого уровня, тропические циклоны получают собственные имена в зависимости от страны, в зоне ответственности которой тропический циклон достигает такой силы.

#### Циклоны высшей силы
Наивысшей категорией классификации тропических циклонов является «ураган» или «тайфун» (часть классификаций при этом сохраняют названия «циклонный шторм» или «тропический циклон»), что характеризуется постоянными ветрами от 33 м/с (64 узла) (тайфуны с постоянными ветрами со скоростью более 67 м/с, или 130 узлов, также называются «супертайфунами» Объединённым центром предупреждения о тайфунах). Тропический циклон такой силы обычно развивает чётко выраженный глаз в центре циркуляции, который можно увидеть на спутниковых снимках как относительно небольшое круглое пятно, свободное от облаков. Стена глаза этих циклонов составляет от 16 до 80 км в ширину и характеризуется ветрами, что по оценкам могут доходить примерно до 85 м/с (165 узлов).
Существуют две этимологии слова «тайфун». Первая выводит его из китайского слова taifung «сильный ветер». Согласно второй, данное слово попало в русский язык через немецкое или английское посредство из арабского طوفان, ţūfān. При этом возможно, что арабское слово было заимствовано из др.-греч. τυφῶν «вихрь, ураган, смерч».
Слово же «ураган», который используется в Атлантическом океане и на северо-востоке Тихого, происходит от имени бога ветра Хуракана (Huracan или Jurakan) в мифологии майя, что прошло через испанский язык как huracán.
| Приблизительное сравнение классификаций тропических циклонов | Приблизительное сравнение классификаций тропических циклонов | Приблизительное сравнение классификаций тропических циклонов | Приблизительное сравнение классификаций тропических циклонов | Приблизительное сравнение классификаций тропических циклонов | Приблизительное сравнение классификаций тропических циклонов | Приблизительное сравнение классификаций тропических циклонов | Приблизительное сравнение классификаций тропических циклонов | Приблизительное сравнение классификаций тропических циклонов |
| Шкала Бофорта                                                | Постоянный ветер за 10 минут, узлов                          | Сев. Индийский океан IMD                                     | Ю-З Индийский океан MF                                       | Австралия BOM                                                | Ю-З Тихий океан FMS                                          | С-З Тихий океан JMA                                          | С-З Тихий океан JTWC                                         | С-В Тихий и Сев. Атлантический океаны NHC и CPHC             |
| ------------------------------------------------------------ | ------------------------------------------------------------ | ------------------------------------------------------------ | ------------------------------------------------------------ | ------------------------------------------------------------ | ------------------------------------------------------------ | ------------------------------------------------------------ | ------------------------------------------------------------ | ------------------------------------------------------------ |
| 0—6                                                          | <28                                                          | Депрессия                                                    | Тропические волнения                                         | Тропическое понижение                                        | Тропическая депрессия                                        | Тропическая депрессия                                        | Тропическая депрессия                                        | Тропическая депрессия                                        |
| 7                                                            | 28—33                                                        | Глубокая депрессия                                           | Тропическая депрессия                                        | Тропическое понижение                                        | Тропическая депрессия                                        | Тропическая депрессия                                        | Тропическая депрессия                                        | Тропическая депрессия                                        |
| 8-9                                                          | 34—47                                                        | Циклонный шторм                                              | Умеренный циклонный шторм                                    | Тропический циклон (1)                                       | Тропический циклон (1)                                       | Тропический шторм                                            | Тропический шторм                                            | Тропический шторм                                            |
| 10                                                           | 48—55                                                        | Жестокий циклонный шторм                                     | Жестокий тропический шторм                                   | Тропический циклон (2)                                       | Тропический циклон (2)                                       | Жестокий тропический шторм                                   | Тропический шторм                                            | Тропический шторм                                            |
| 11                                                           | 56—63                                                        | Жестокий циклонный шторм                                     | Жестокий тропический шторм                                   | Тропический циклон (2)                                       | Тропический циклон (2)                                       | Жестокий тропический шторм                                   | Тропический шторм                                            | Тропический шторм                                            |
| 12                                                           | 64—72                                                        | Очень жестокий циклонный шторм                               | Тропический циклон                                           | Жестокий тропический циклон (3)                              | Жестокий тропический циклон (3)                              | Тайфун                                                       | Тайфун                                                       | Ураган (1)                                                   |
| 13                                                           | 73—85                                                        | Очень жестокий циклонный шторм                               | Тропический циклон                                           | Жестокий тропический циклон (3)                              | Жестокий тропический циклон (3)                              | Тайфун                                                       | Тайфун                                                       | Ураган (2)                                                   |
| 14                                                           | 86—89                                                        | Очень жестокий циклонный шторм                               | Тропический циклон                                           | Жестокий тропический циклон (4)                              | Жестокий тропический циклон (4)                              | Тайфун                                                       | Тайфун                                                       | Сильный ураган (3)                                           |
| 15                                                           | 90—99                                                        | Очень жестокий циклонный шторм                               | Интенсивный тропический циклон                               | Жестокий тропический циклон (4)                              | Жестокий тропический циклон (4)                              | Тайфун                                                       | Тайфун                                                       | Сильный ураган (3)                                           |
| 16                                                           | 100—106                                                      | Очень жестокий циклонный шторм                               | Интенсивный тропический циклон                               | Жестокий тропический циклон (4)                              | Жестокий тропический циклон (4)                              | Тайфун                                                       | Тайфун                                                       | Сильный ураган (4)                                           |
| 17                                                           | 107—114                                                      | Очень жестокий циклонный шторм                               | Интенсивный тропический циклон                               | Жестокий тропический циклон (5)                              | Жестокий тропический циклон (5)                              | Тайфун                                                       | Тайфун                                                       | Сильный ураган (4)                                           |
| 17                                                           | 115—119                                                      | Очень жестокий циклонный шторм                               | Очень интенсивный тропический циклон                         | Жестокий тропический циклон (5)                              | Жестокий тропический циклон (5)                              | Тайфун                                                       | Супертайфун                                                  | Сильный ураган (4)                                           |
| 17                                                           | >120                                                         | Суперциклонный шторм                                         | Очень интенсивный тропический циклон                         | Жестокий тропический циклон (5)                              | Жестокий тропический циклон (5)                              | Тайфун                                                       | Супертайфун                                                  | Сильный ураган (5)                                           |

### Наименование
Для различения многих тропических циклонов, которые могут существовать одновременно и активно двигаться, те из них, которые достигают силы тропического шторма, получают имена собственные. В большинстве случаев имя тропического циклона остаётся на все время его существования, однако в особых случаях их переименовывают, пока они всё ещё сохраняют активность.
Имена тропическим циклонам даются из официальных списков, которые отличаются в зависимости от региона и составляются заранее. Эти списки составляются или комитетами Всемирной метеорологической организации, или национальными метеорологическими организациями, которые занимаются наблюдением за тропическими циклонами. Имена наиболее разрушительных тропических циклонов становятся закреплёнными и выводятся из обращения, а им на замену вводятся новые.
В дополнение, в некоторых странах существует числовая или кодовая классификация тропических циклонов. Например, в Японии циклон имеет номер, под которым он появился на протяжении сезона, например яп. 台風第9号 — «тайфун номер 9».

## Изменения активности со временем

### Долговременные тенденции
| Место                                | Имя / название | Сезон | Убытки (2005 USD) |
| ------------------------------------ | -------------- | ----- | ----------------- |
| 1                                    | «Катрина»      | 2005  | 125 млрд          |
| 1                                    | «Харви»        | 2017  | 125 млрд          |
| 2                                    | «Мария»        | 2017  | 92 млрд           |
| 3                                    | «Ирма»         | 2017  | 77 млрд           |
| 4                                    | «Сэнди»        | 2012  | 68 млрд           |
| 5                                    | «Ида»          | 2021  | 65 млрд           |
| 6                                    | «Айк»          | 2008  | 38 млрд           |
| 7                                    | «Эндрю»        | 1992  | 28 млрд           |
| 8                                    | «Вильма»       | 2005  | 27 млрд           |
| 9                                    | «Иван»         | 2004  | 26 млрд           |
| 10                                   | «Майкл»        | 2018  | 25 млрд           |
| Источник:(до 2005 года включительно) |                |       |                   |

Наиболее исследованным бассейном является Атлантический, поэтому наибольшее количество имеющихся данных по активности тропических циклонов в прошлом касается именно этого бассейна. Ежегодное число атлантических тропических штормов выросло с 1995 года, но эта тенденция не является глобальной: среднее ежегодное число тропических циклонов остаётся на уровне 87 ± 10. Однако глобальные выводы делать трудно ввиду отсутствия исторических данных относительно некоторых бассейнов, особенно Южного полушария. В целом, нет уверенности относительно тенденции увеличения числа тропических циклонов. Одновременно, данные указывают на увеличение числа ураганов наибольшей силы. Количество энергии, выделяемое типичным ураганом, выросло в мире примерно на 70 % за период примерно с 1975 по 2005 год, это увеличение состоит из 15 % увеличения максимальной скорости ветра и из 60 % увеличения средней продолжительности жизни тропических циклонов. Подобные же данные были получены в другой работе, которая показала снижение общего числа тропических циклонов во всех бассейнах, кроме Североатлантического, и одновременно существенное увеличение относительного и абсолютного количества очень сильных тропических циклонов. По другим данным, скорость ветра самых сильных тропических циклонов увеличилась с 63 м/с в 1981 году до 70 м/с в 2006 году.
Другой заметной тенденцией является увеличение финансовых убытков от тропических циклонов, в частности на Атлантическом океане, где пять из десяти самых разрушительных ураганов случились с 1990 года. Однако, по данным ВМО, эти изменения происходят преимущественно из-за роста населения и развития прибрежных районов. В прошлом, в том числе из-за угрозы ураганов, прибрежные районы не имели большой численности населения за пределами главных портов, и лишь с развитием туризма в конце XX века плотность населения в прибрежных районах значительно увеличилась. Этот же вывод подтверждается отсутствием тенденции увеличения убытков от атлантических ураганов за 1900—2005 года в случае их нормализации на совокупный доход населения прибрежных районов. При этом наименее разрушительным был период 1970—1990-х гг., а наиболее разрушительным — период 1926—1935 гг. и период 1996—2005 гг. Рекордным же по числу тропических штормов на этом бассейне был сезон 2005 года (28 тропических штормов), за которым следует сезон 1933 года (21 тропический шторм). Также активными были периоды начала XIX века и период 1870—1899 гг., но неактивными — периоды 1840—1870 и 1900—1925 гг.
В доспутниковую эру часть ураганов оставалась незамеченной или их сила неизвестной по причине отсутствия удобных методов наблюдения, что может по меньшей мере частично объяснять тенденцию к увеличению как числа, так и силы тропических циклонов. В частности, до 1960 года тропические циклоны, что не достигали населённых районов, могли быть замечены случайно с самолёта или судна, но регистрировались лишь при условии, что команда уведомляла о тропическом циклоне по возвращении и могла отличить тропический циклон от других атмосферных явлений.

Аккумулированная энергия циклонов (ACE) с 1950 года, показатель североатлантической осцилляции.

Также имелось предположение, что число и сила атлантических ураганов может следовать 50—70-летнему циклу вследствие североатлантической осцилляции. В частности, авторы одной работы реконструировали сильные ураганы с начала XVIII века и нашли пять периодов продолжительностью по 40—60 годов с 3—5 сильными ураганами в год, разделённых шестью периодами с 1,5—2,5 сильными ураганами в год продолжительностью по 10—20 лет.
Данные исследований по реконструкции истории тропических циклонов указывают на колебания активности сильных ураганов в районе Мексиканского залива за период порядка нескольких столетий или тысячелетий. В частности, активность в период 3000—1400 гг. до н. э. и за последнее тысячелетие была ниже активности в период с 1400 года до н. э. до 1000 года н. э. примерно в 3—5 раз. Эти колебания объясняют долговременными изменениями в расположении Азорского антициклона, что, в свою очередь, влияет на силу североатлантической осцилляции. По этой гипотезе, существует отрицательная связь между количеством тропических циклонов в Мексиканском заливе и на атлантическом побережье США. В спокойные периоды северо-восточное расположение Азорского антициклона приводит к увеличению числа ураганов, достигающих Атлантического побережья. В более активные периоды большее число ураганов достигает Мексиканского залива. Эти колебания подтверждаются, в частности, образованием значительно более сухого климата на Гаити около 3200 лет назад по данным 14C, изменением климата Великих равнин в течение позднего голоцена из-за увеличения количества тропических циклонов в долине реки Миссисипи, и увеличением влажности на мысе Кейп-Код за последние 500—1000 лет.

### Глобальное потепление
Из-за увеличения зарегистрированного числа атлантических тропических циклонов и их силы начиная примерно с 1995 года, выдвигались предположения о связи активности тропических циклонов с глобальным потеплением. Так, по данным исследований Лаборатории геофизической гидродинамики NOAA на основе компьютерных симуляций, в течение следующего столетия можно ожидать увеличение силы сильнейших ураганов из-за нагрева земной атмосферы. К такому же выводу пришли и члены Международной экспертной группы по вопросам изменения климата в четвёртом докладе, опубликованном в 2007 году, по данным которого вероятность увеличения интенсивности тропических циклонов в XXI веке является высокой, причём вероятным является и антропогенное влияние на этот процесс. По данным исследований 2005 года известного метеоролога Керри Эмануэля, «потенциальная разрушительность ураганов» (приблизительная мера их общей энергии) сильно зависит от приповерхностной температуры моря, что увеличивается в том числе вследствие глобального потепления, и это увеличение будет продолжаться в будущем. Однако в работах 2008 года он прогнозирует уменьшение ожидаемой частоты тропических циклонов.
Важной проблемой в определении возможного эффекта глобального потепления на частоту и силу тропических циклонов является несоответствие наблюдаемого увеличения силы тропических циклонов и прогнозируемой величины этого увеличения из-за повышения температуры. Считается общепризнанным, что достаточно высокие температуры морской поверхности являются важными для развития тропических циклонов. Однако, по данным компьютерного моделирования, потепление на 2 °C, замеченное за последнее столетие, должно было бы привести к увеличению силы тропических циклонов на половину категории или на 10 % по индексу потенциальной силы разрешений, тогда как наблюдаемое увеличение индекса составляет 75—120 %; подобные выводы были получены и другими авторами.
По официальному сообщению Американского метеорологического общества от 1 февраля 2007 года, «наблюдения за тропическими циклонами предоставляют данные как в поддержку, так и против наличия заметного антропогенного сигнала в тропическом циклоногенезе». Хотя связь между глобальным потеплением и тропическими циклонами остаётся спорной, в целом исследователи соглашаются, что межсезонные вариации являются значительными, а потому рекорды отдельного тропического циклона или сезона не могут быть приписаны глобальному потеплению.
В 2020 году, согласно исследованию, опубликованному в Nature, учёные Окинавского института науки и технологий пришли к выводу, что глобальное потепление усилило ураганы, которым ныне требуется больше времени, чтобы ослабнуть над сушей.

### Эль-Ниньо
Большинство тропических циклонов формируется в районе экваториального пояса, после чего они двигаются на запад в зону пассатов, отклоняясь на север, пересекая субтропический хребет и, попадая в зону западных ветров умеренного пояса, поворачивают на восток. Однако расположение как экваториального пояса, так и субтропического хребта зависит от Эль-Ниньо, вследствие чего от него зависят и пути тропических циклонов. Районы к западу от Японии и Кореи испытывают гораздо меньше тропических циклонов за сезон с сентября по ноябрь во время Эль-Ниньо или в обычные годы. В годы Эль-Ниньо прорыв тропических циклонов через субтропический хребет происходит около 130 градусов в. д., в результате тропические циклоны угрожают островам Японского архипелага или вообще не находят суши на своём пути. В годы Эль-Ниньо вероятность удара тропического циклона по Гуаму составляет лишь треть от средней за много лет. Эффект Эль-Ниньо проявляется даже на Атлантическом океане, где активность тропических циклонов снижается благодаря увеличению градиента ветра. В годы Ла-Нинья, районы формирования тропических циклонов и место их поворота на север двинулись на запад со сдвигом субтропического хребта, что увеличивает вероятность выхода тропических циклонов на сушу в Китае.

### Солнечная активность
По данным некоторых исследований, на активность тропических циклонов может влиять и солнечная активность. Небольшое количество солнечных пятен вызывает снижение температуры верхних слоёв атмосферы, что приводит к нестабильности, благоприятной для формирования тропических циклонов. По результатам анализа исторических данных было показано, что вероятность достижения атлантическими тропическими циклонами побережья США увеличивается с 25 % в годы максимальной солнечной активности до 64 % в годы минимальной солнечной активности. Однако теория влияния солнечной активности по состоянию на 2010 год не является общепринятой и не используется для прогнозирования тропических циклонов.

## Рекордные тропические циклоны

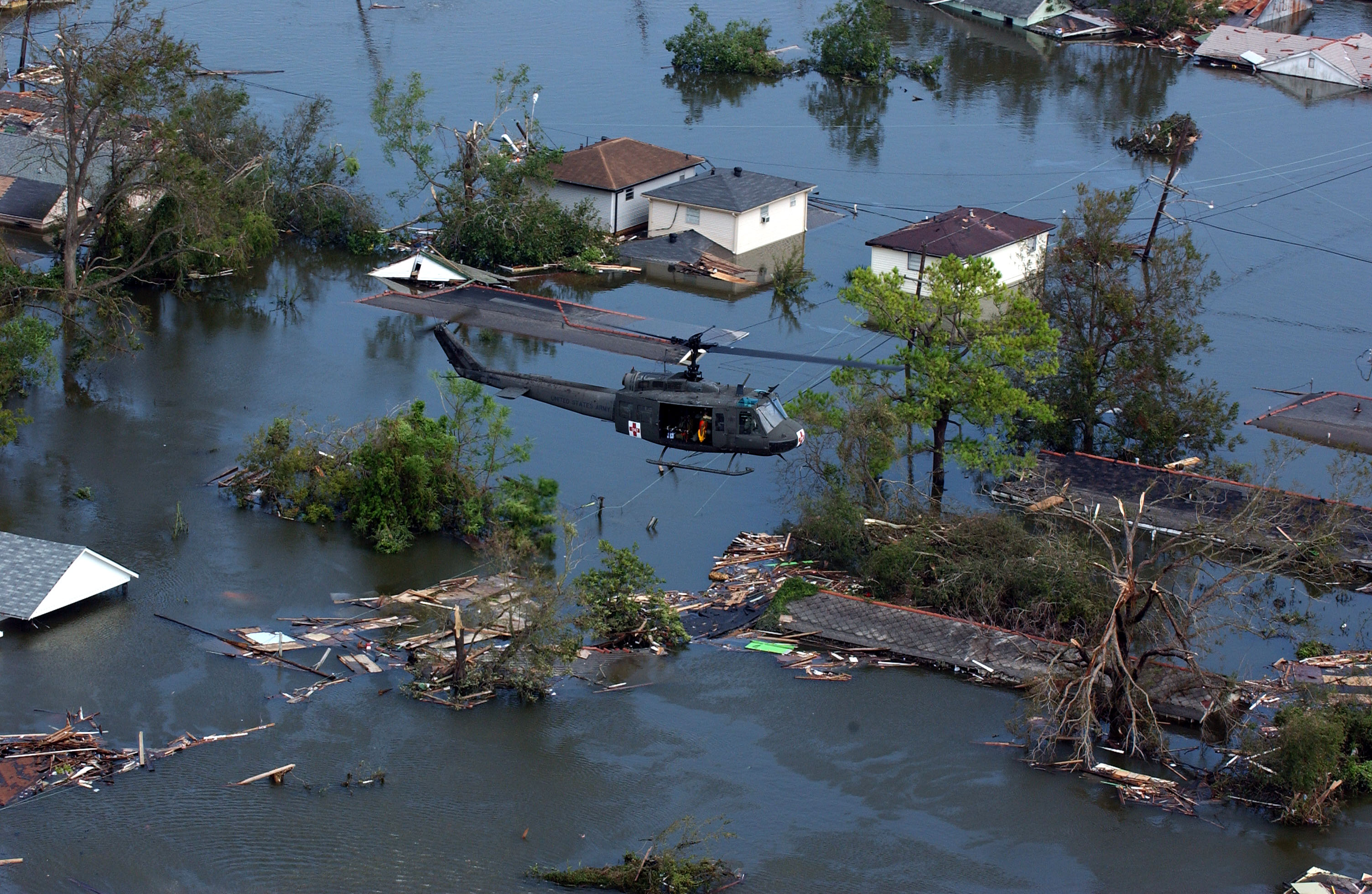
Новый Орлеан после удара урагана Катрина.

Рекордным по числу жертв тропическим циклоном считается циклон Бхола 1970 года, который прошёл по плотно населённой Дельте Ганга и убил от 300 тыс. до 500 тыс. человек, а потенциальное число прямых и косвенных жертв от этого циклона может достигать миллиона. Это огромное число жертв стало следствием вызванного циклоном штормового прилива. В целом Северо-Индийскоокеанский бассейн исторически лидировал по числу жертв, хотя и является наименее активным бассейном. В других районах мира рекорд поставил тайфун Нина, что убил около 100 тыс. жителей Китая в 1975 году в результате наводнения, смывшего 62 дамбы, включая дамбу Баньцяо. Великий ураган 1780 года был рекордным по числу жертв в Североатлантическом бассейне, он убил 22 тыс. жителей Малых Антильских островов, а Галвестонский ураган 1900 года с 6—12 тыс. жертв был рекордным на территории США. Тропический циклон не должен быть очень сильным, чтобы вызвать большое количество жертв, особенно если жертвы случаются вследствие наводнения или оползня. Так, тропический шторм Тельма в 1991 году убил несколько тысяч жителей Филиппин, а неназванная тропическая депрессия 1982 года (позже — ураган Пол) убила около 1000 жителей Центральной Америки. В сентябре 2023 года Шторм Даниэль обрушился на Средиземноморье и унес жизни около 6 тысяч человек в Ливии.
Самым дорогим в мире по абсолютным убыткам тропическим циклоном является ураган Катрина 2005 года, и Ураган Харви 2017 года, что нанесли прямые убытки в результате разрушения имущества на 125 млрд долларов Ураган Катрина привёл к гибели по меньшей мере 1836 человек в Луизиане и Миссисипи. Третье место по убытками занимает Ураган Иэн, что нанёс ущерб на 113 млрд долларов США, четвертым был Ураган Мария с убытками в 91 млрд долларов США, а пятое место занимает ураган Хелен с убытками 79 млрд долларов США.

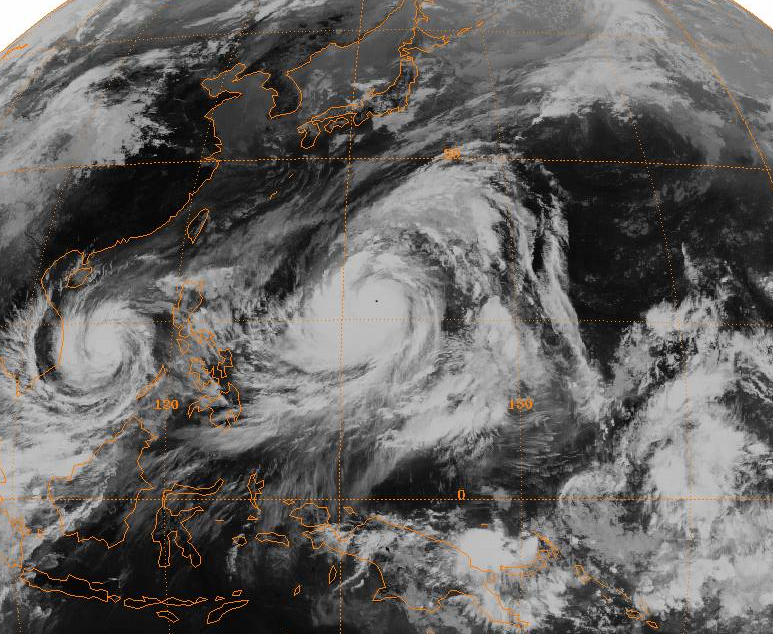
Тайфун Тип в момент максимальной силы с указанными очертаниями берегов

Наиболее интенсивным тропическим циклоном за всю историю наблюдений был тайфун Тип 1979 года на северо-западе Тихого океана, что достиг минимального атмосферного давления в 870 гПа (653 мм рт. ст.) и максимальных постоянных ветров в 165 узлов (85 м/с). Однако рекорд максимальных постоянных ветров этот тропический циклон разделяет с тремя другими: тайфуном Кит 1997 года на северо-западе Тихого океана и атлантическими ураганами Камилла и Аллен. Камилла была единственным тропическим циклоном за всю историю наблюдений, что вышел на сушу с ветрами такой силы, то есть постоянными ветрами в 165 узлов (85 м/с) и порывами в 183 узлов (94 м/с). Хотя зарегистрированная скорость ветра тайфуна Нэнси 1961 года составляла 185 узлов (95 м/с), более поздние исследования показали, что измерения скорости ветра на период его прохождения (в 1940—1960-е годы) были завышенными, поэтому эти значения больше не признаются как рекордные. Аналогично, зарегистрированная скорость порыва ветра, вызванного тайфуном Пака на острове Гуам составила 205 узлов (105 м/с), что было бы вторым значением скорости ветра у поверхности за пределами смерча, но эти данные были отброшены из-за повреждения ветром анемометра.
Кроме рекорда по интенсивности, тайфун Тип удерживает рекорд по размеру: диаметр его ветров силы тропического шторма составляет 2170 км. Наименьшим тропическим циклоном штормовой силы был шторм Марко 2008 года, что имел диаметр ветров силы тропического шторма лишь в 19 км. Он отобрал рекорд наименьшего тропического циклона у циклона Трейси 1974 года с диаметром ветров силы тропического шторма в 48 км.
Ураганом с наибольшей продолжительностью жизни был ураган Джон 1994 года, просуществовавший 31 день, но 2023 году Циклон Фредди побил этот рекорд он просуществовал 36 дней. Однако до появления спутниковых данных в 1960-е годы время жизни большинства тропических циклонов оставалась недооценённой. Джон имеет самый длинный путь в 13 280 км среди всех тропических циклонов, для которых известен этот параметр.
23 октября 2015 года на штат Халиско (тихоокеанское побережье Мексики) обрушился тропический циклон Патрисия. Сила ветра внутри этого урагана на суше достигала 325 км/час, с отдельными порывами до 400 км/час.